# Mariscal Luzuriaga (provincie)
| Mariscal Luzuriaga                                     | Mariscal Luzuriaga               |
| ------------------------------------------------------ | -------------------------------- |
| Harta localizării provinciei în cadrul regiunii Ancash |                                  |
| Informații generale                                    |                                  |
| Nume nativ                                             | Provincia de Mariscal Luzuriaga  |
| Țară                                                   | Peru                             |
| Regiune                                                | Ancash                           |
| Primar                                                 | Enrique Ponte Ayala (2011-2014)  |
| - Capitală                                             | Piscobamba                       |
| - Suprafață totală                                     | 731 km2                          |
| - Districte                                            | 8                                |
| Populație                                              |                                  |
| An recensământ                                         | 2007                             |
| - Totală                                               | 23 482                           |
| - Densitate                                            | 32,12/km2                        |
| Fus orar                                               | UTC-5                            |
| Sit web                                                | http://www.muniluzuriaga.gob.pe/ |
| UBIGEO                                                 | 0213                             |
| Modifică text                                          |                                  |

Mariscal Luzuriaga este una dintre cele douăzeci de provincii din regiunea Ancash din Peru. Capitala este orașul -. Se învecinează cu provinciile Pomabamba, Huánuco, Carlos Fermín Fitzcarrald și Yungay.

## Diviziune teritorială
Provincia este divizată în 8 districte (spaniolă: distritos, singular: distrito):
- Piscobamba
- Casca
- Eleazar Guzmán Barrón
- Fidel OIivas Escudero
- Llama
- Llumpa
- Musga
- Lucma

## Grupuri etnice
Provincia este locuită de către urmași ai populațiilor quechua. Quechua este limba care a fost învățată de către majoritatea populației (procent de 90,95%) în copilărie, iar 8,51% dintre locuitori au vorbit pentru prima dată spaniolă. (Recensământul peruan din 2007)